# 천장

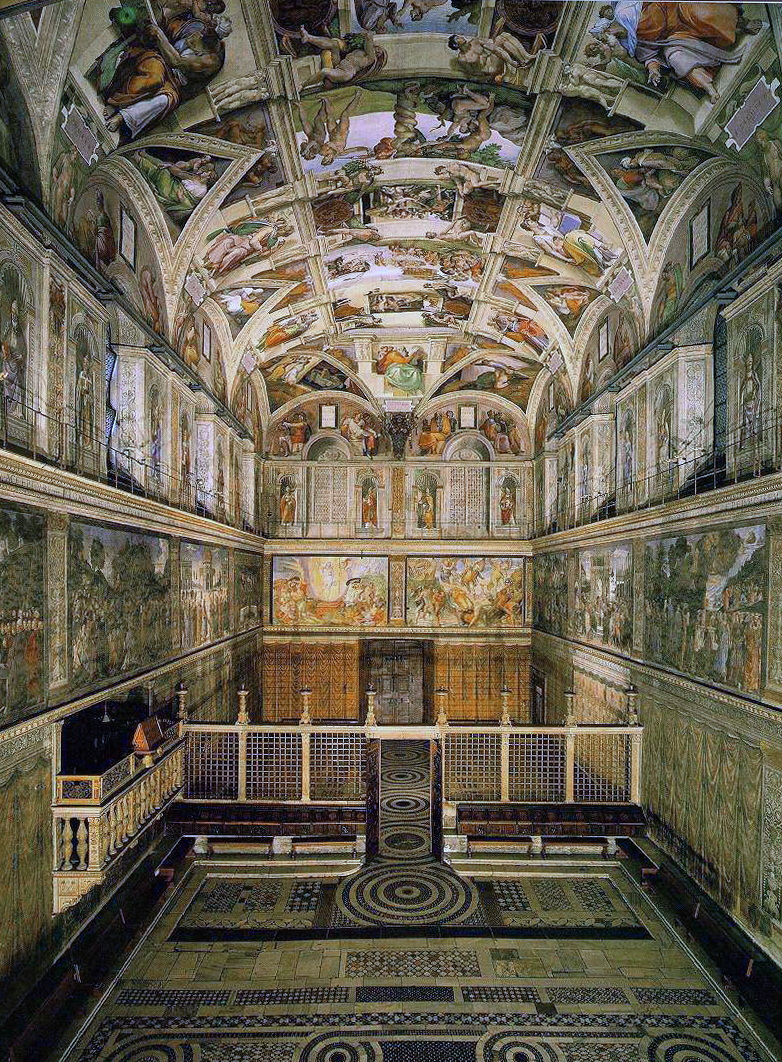
시스티나 경당

천장(天障)은 건물에 구획된 각 층의 상부를 말한다. 지붕의 바로 밑 부분이나 각 층의 바닥 밑 부분을 가리기 위해 설치한다. 현대 주택의 천장에는 층 사이 공간 부분을 가리는 용도뿐만 아니라 전등을 매달아 방에 불을 밝히고 화재 경보기와 스프링클러를 설치하여 화재에 대비하는 용도로도 쓰인다. 또한 바티칸 시국의 시스티나 경당과 같이 천장에 벽화를 설치하여 건축물에 심미성을 더해주기도 한다. 

## 천장의 재료
현대 건축물에서 가장 많이 쓰이는 천장 마감 재료로는 석고보드가 있다. 석고보드는 가벼우면서도 방음 효과가 있다. 텍스 천장은 기본적으로 하얀 판에 물결표 모양의 벌레 무늬를 띄는 특징을 가지고 있으며, 상가나 사무실에 많이 쓰인다. SMC 천장은 열경화성수지의 천장재로, 플라스틱 재질로 구성되어 있다. SMC 천장은 필로티 건물 등에 있는 주차장의 천장으로 쓰이며 네모난 판의 가운데 부분을 원형, 사각형, 나뭇잎 모양으로 눌러 제작하기도 한다. 
대한민국의 경우, 《건축물의 피난·방화구조 등의 기준에 관한 규칙》제24조 10항에 따라 1층의 전부 또는 일부를 필로티 구조로 설치하여 주차장으로 쓰는 건축물의 1층과 2층 부분에는 불연재료 또는 준불연재료를 마감재료로 사용하도록 정해져 있다.

## 한옥에서의 천장
한옥을 지을 때는 지붕을 형성하는 구조물이 안에서도 그대로 보일 수 있게끔 노출시켜 천장을 만드는 경우도 있지만, 나무로 격자 패턴의 틀을 짜서 천장을 만드는 경우도 있다. 한옥에서의 천장은 구성에 따라 연등천장, 반자천장, 삿갓천장으로 구분된다. 상류 주택의 일반 방에는 반자천장을, 대청에는 연등천장을 주로 사용하였으며, 서민 주택은 삿갓천장을 주로 사용하였다.

### 연등천장

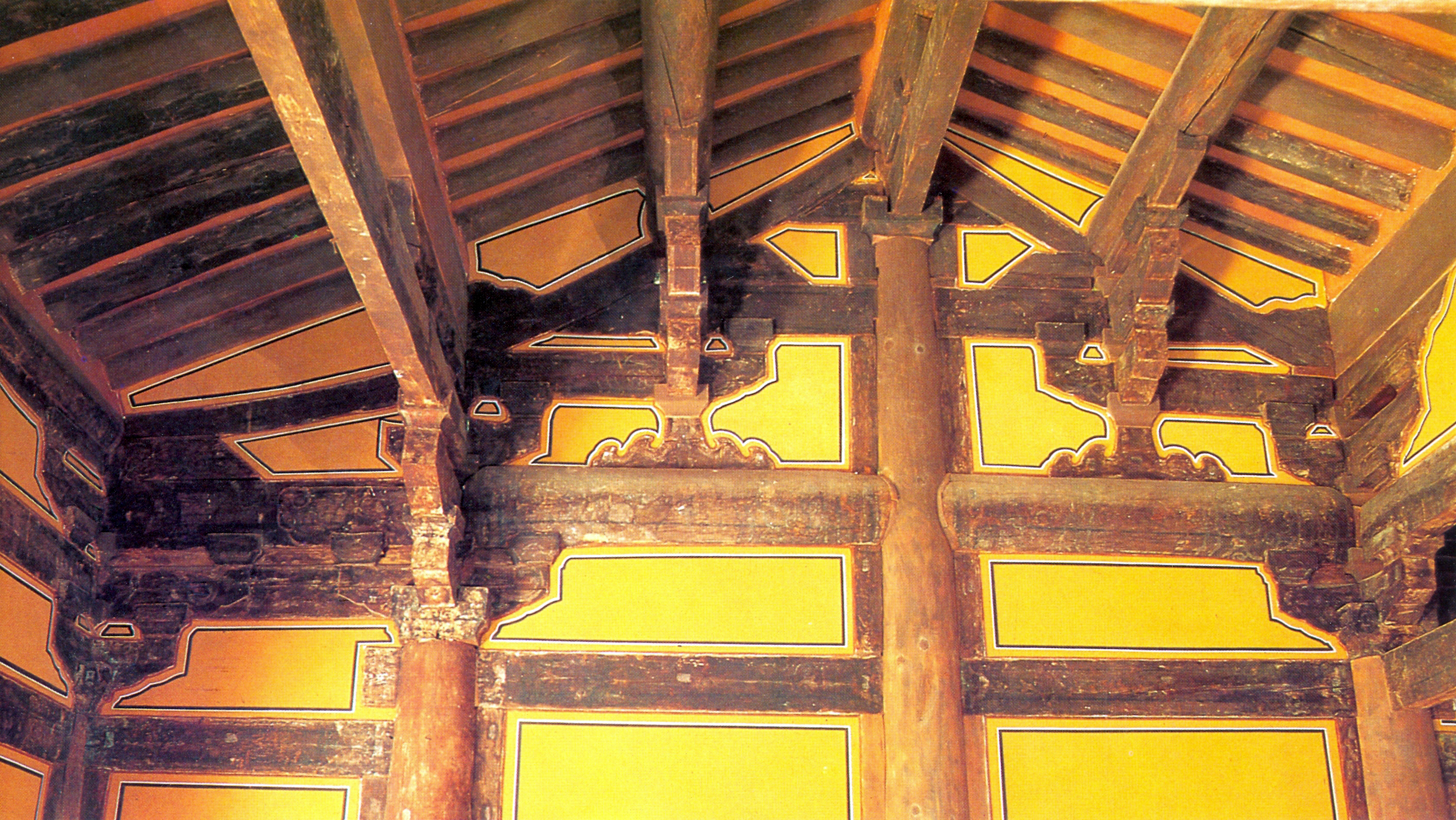
봉정사 극락전의 연등천장

지붕을 받쳐주는 구조물인 서까래가 그대로 노출되어 보이는 구조로, 천장이 없는 구조를 말한다. 안동 병산서원 문루, 부여 민칠식 가옥, 봉정사 극락전 등지에서 볼 수 있다.

### 반자천장
반자천장은 천장의 연등을 가리고 종이를 발라 장식하여 마무리한 것으로, 높이를 낮추어 아늑하게 하고 보온 효과도 높일 목적으로 설치되었다. 반자천장에는 종이반자, 평반자, 우물반자가 있는데 종이반자가 가장 많이 사용되었다.

### 삿갓천장
삿갓천장은 가운데가 높고 가장자리가 낮아지는 경사진 천장이다. 서민주택의 경우 기둥 높이가 낮아 반자천장을 사용하면 천장 높이가 너무 낮아지기 때문에, 서까래의 면을 따라 천장을 구성하였으며 초가집에서 많이 사용되었다.

## 같이 보기
- 들보